# Lista dos deputados provinciais da 23.ª legislatura de Santa Catarina
Lista dos deputados provinciais de Santa Catarina - 23ª legislatura (1880 — 1881).
| Nº | Deputado                         | Votos |
| -- | -------------------------------- | ----- |
| 1  | Olímpio Adolfo de Sousa Pitanga  |       |
| 2  | Manuel da Silva Mafra            |       |
| 3  | Eliseu Guilherme da Silva        |       |
| 4  | Duarte Paranhos Schutel          |       |
| 5  | Francisco Leitão de Almeida      |       |
| 6  | Joaquim de Sousa Lobo            |       |
| 7  | João Wendhausen                  |       |
| 8  | Manuel Marcelino de Sousa        |       |
| 9  | José Caetano Cardoso             |       |
| 10 | Antônio José de Sarmento Melo    |       |
| 11 | João Narciso da Silveira         |       |
| 12 | João da Silva Ramos              |       |
| 13 | João Alcino de Faria             |       |
| 14 | Juvêncio Martins Costa           |       |
| 15 | Sílvio Pélico de Freitas Noronha |       |
| 16 | Francisco Tolentino              |       |
| 17 | João Rodrigues de Almeida        |       |
| 18 | Luís Gomes Caldeira de Andrada   |       |
| 19 | Pedro José de Sousa Lobo         |       |
| 20 | Custódio Martins de Sousa        |       |